# Copa del Rey Juvenil
De Copa del Rey Juvenil is een Spaans voetbalbekertoernooi. De teams die aan dit toernooi deelnemen worden aangeduid als Juvenil A en omvatten spelers van 18 jaar of jonger. De Copa del Rey Juvenil wordt sinds 1951 georganiseerd door de Spaanse voetbalbond RFEF en het is de tegenhanger voor jeugdteams van de Copa del Rey.

## Geschiedenis
De Copa del Rey Juvenil werd voor het eerst gespeeld in 1951. Destijds heette het toernooi nog Copa de (Su Excelencia) Generalísimo naar militair dictator Francisco Franco. Met het aantreden van koning Juan Carlos in 1976 veranderde de naam in Copa de Su Majestad El Rey Don Juan Carlos I, kortweg Copa del Rey. FC Barcelona is met zeventien titels de succesvolste club in de Copa del Rey Juvenil.

## Opzet
De Copa del Rey Juvenil wordt sinds 1995 een week na de Copa de Campeones, het toernooi tussen de regionale jeugdkampioenen, gehouden. De nummers één en twee van elk van de zeven regionale groepen van de División de Honor, de hoogste Spaanse jeugdcompetitie, nemen deel aan de Copa del Rey Juvenil. Het toernooi wordt gespeeld via een knockout-opzet, waarbij in iedere ronde twee teams uit en thuis tegen elkaar spelen. De finale omvat één wedstrijd op neutraal terrein.

## Overzicht winnaars
Copa del Generalísimo
- 1951 FC Barcelona
- 1952 Atlético Madrid
- 1953 Real Madrid
- 1954 Plus Ultra
- 1955 Real Sociedad
- 1956 Atlético Madrid
- 1957 Real Murcia
- 1958 Atlético Madrid
- 1959 FC Barcelona
- 1960 Firestone
- 1961 Valencia CF
- 1962 Sevilla FC
- 1963 Athletic Bilbao
- 1964 Athletic Bilbao
- 1965 Athletic Bilbao
- 1966 Athletic Bilbao
- 1967 Athletic Bilbao
- 1968 Real Madrid
- 1969 Real Madrid
- 1970 Athletic Bilbao
- 1971 Real Madrid
- 1972 UD Las Palmas
- 1973 FC Barcelona
- 1974 FC Barcelona
- 1975 FC Barcelona
- 1976 FC Barcelona

Copa del Rey
- 1977 FC Barcelona
- 1978 Real Madrid
- 1979 Sevilla FC
- 1980 FC Barcelona
- 1981 Real Madrid
- 1982 Real Madrid
- 1983 Real Betis
- 1984 Athletic de Bilbao
- 1985 Real Madrid
- 1986 FC Barcelona
- 1987 FC Barcelona
- 1988 Real Madrid
- 1989 FC Barcelona
- 1990 Real Betis
- 1991 Real Madrid
- 1992 Athletic de Bilbao
- 1993 Real Madrid
- 1994 FC Barcelona
- 1995 Albacete Balompié
- 1996 FC Barcelona
- 1997 Sevilla FC
- 1998 Real Betis
- 1999 Real Betis
- 2000 FC Barcelona
- 2001 RCD Espanyol
- 2002 FC Barcelona

- 2003 RCD Espanyol
- 2004 RCD Espanyol
- 2005 FC Barcelona
- 2006 FC Barcelona
- 2007 Albacete Balompié
- 2008 Sevilla FC
- 2009 Sevilla FC
- 2010 Athletic de Bilbao
- 2011 FC Barcelona
- 2012 RCD Espanyol
- 2013 Real Madrid
- 2014 Sevilla FC
- 2015 Rayo Vallecano
- 2016 Atlético Madrid
- 2017 Real Madrid
- 2018 Atlético Madrid
- 2019 Villarreal CF
- 2020 niet gespeeld vanwege de coronapandemie
- 2021 niet gespeeld vanwege de coronapandemie
- 2022 Real Madrid

División de Honor ·
Copa de Campeones ·
Liga Nacional Juvenil ·
Copa del Rey Juvenil